# 애니멀스
애니멀스(The Animals)는 1963년에 결성된 영국의 록 밴드이다. 1960년대 초 뉴캐슬어폰타인에서 결성, 이후 런던으로 옮겨 비로소 유명해졌다. 지끔지끔한 블루스스러운 사운드와 프론트맨 에릭 버든의 중후한 목소리가 특징적인 밴드로 이것은 이들의 대표곡이자 대서양 양편에서 히트한 〈The House of the Rising Sun〉과 기타 다른 히트곡―〈We Gotta Get Out of This Place〉, 〈It's My Life〉, 〈I'm Crying〉, 〈Don't Let Me Be Misunderstood〉에서도 확인할 수 있는 것이다. 싱글은 터프하고, 록스러운 팝을 담은 일변 앨범은 전통적 리듬 앤 블루스를 담아 이들간 균형을 잡으려고 했으며, 브리티시 인베이전의 참전자이기도 하다.
60년대 말 무수한 성원변전을 거치고 조악한 사업경영에 시달린 끝에 결국 66년 해산되었다. 그러나 이후 버든의 주도 아래 대개 새로운 성원으로 교체된 신 애니멀스가 결성되었는데 그 이름하여 에릭 버든 앤드 더 애니멀스(Eric Burdon and the Animals)이었다. 완전히 일신한 밴드는 캘리포니아로 건너가 그곳에서 사이키델릭, 하드 록을 하여 성공했으니 이때의 히트로는 〈San Franciscan Nights〉, 〈When I Was Young〉, 〈Sky Pilot〉 따위가 있다. 그러나 이 밴드마저도 동년대말 해산된다. 구·신 밴드를 통틀어 영국 싱글 차트, 미국 빌보드 핫 100의 톱 20 히트가 총 10곡이다.
초대 멤버 버든, 앨런 프라이스, 채스 챈들러, 힐튼 발렌타인, 존 스틸은 68년 1회성 자선공연 때 재결성하여 공연한 바 있으며, 이후 75, 83년에 다시금 뭉쳐 공연하였다. 초대 멤버들이 각자 혹은 여럿이 어른 애니멀스라고 하기에는 어려운 밴드가 다양한 이름 아래 결성되기도 했다. 1994년 로큰롤 명예의 전당에 헌액되었다.